# Abdul Razak Alhassan
Abdul Razak Alhassan, (Accra, 11 de agosto de 1985) é um lutador profissional de artes marciais mistas que atualmente compete pelo UFC na categoria dos meio-médios.

## Antecedentes
Alhassan foi indiciado no dia 24 de setembro de 2018 em Tarrant County, Texas, por supostamente ter estuprado duas mulheres em março de 2018. O julgamento ocorreu em 5 de março de 2020 onde Alhassan foi acusado pelo estupro de duas mulheres na noite de 23 de março de 2018.. Alhassan foi declarado inocente e o caso foi arquivado.

## Carreira no MMA

### Ultimate Fighting Championship
Alhassan fez sua estreia no UFC em 19 de novembro de 2016 no UFC Fight Night: Mousasi vs. Hall 2 contra Charlie Ward. Ele nocauteou o adversário aos 53 segundos do primeiro round e recebeu seu primeiro bônus de  Performance da Noite.
Alhassan enfrentou Omari Akhmedov no UFC Fight Night: Gustafsson vs. Teixeira em 28 de maio de 2017. Ele perdeu por decisão dividida.
Alhassan enfrentou Sabah Homasi em 2 de dezembro de 2017, no UFC 218: Holloway vs. Aldo 2, e venceu por nocaute técnico no primeiro round; alguns acharam que o árbitro Herb Dean interrompeu de forma errada, já que Homasi ainda estava consciente e se defendendo.
Devido à polêmica envolvendo a interrupção em sua última luta, uma revanche contra Homasi foi marcada para o dia 20 de janeiro de 2018 no UFC 220: Miocic vs. Ngannou. Alhassan venceu por nocaute no primeiro round. A vitória rendeu a Alhassan seu segundo bônus de Performance da Noite.
Alhassan nocauteou Niko Price em 43 segundos no dia 8 de setembro de 2018 no UFC 228: Woodley vs. Till.

## Cartel no MMA
| Cartel no MMA   |             |            |
| 15 lutas        | 10 vitórias | 5 derrotas |
| Por nocaute     | 10          | 1          |
| Por finalização | 0           | 0          |
| Por decisão     | 0           | 4          |

| Res.    | Cartel | Oponente            | Método                    | Evento                                   | Data       | Round | Tempo | Local                  | Notas                                          |
| ------- | ------ | ------------------- | ------------------------- | ---------------------------------------- | ---------- | ----- | ----- | ---------------------- | ---------------------------------------------- |
| Derrota | 11-5   | Joaquin Buckley     | Decisão (dividida)        | UFC Fight Night: Walker vs. Hill         | 19/02/2022 | 3     | 5:00  | Las Vegas, Nevada      |                                                |
| Vitória | 11-4   | Alessio Di Chirico  | Nocaute (chute na cabeça) | UFC on ESPN: Barboza vs. Chikadze        | 28/08/2021 | 1     | 0:17  | Las Vegas, Nevada      | Performance da Noite.                          |
| Derrota | 10-4   | Jacob Malkoun       | Decisão (unânime)         | UFC on ESPN: Whittaker vs. Gastelum      | 17/04/2021 | 3     | 5:00  | Las Vegas, Nevada      | Luta nos Médios.                               |
| Derrota | 10-3   | Khaos Williams      | Nocaute (soco)            | UFC Fight Night: Felder vs. dos Anjos    | 14/11/2020 | 1     | 0:30  | Las Vegas, Nevada      |                                                |
| Derrota | 10-2   | Mounir Lazzez       | Decisão (unânime)         | UFC on ESPN: Kattar vs. Ige              | 15/07/2020 | 3     | 5:00  | Abu Dhabi              |                                                |
| Vitória | 10-1   | Niko Price          | Nocaute (soco)            | UFC 228: Woodley vs. Till                | 08/09/2018 | 1     | 0:43  | Dallas, Texas          |                                                |
| Vitória | 9-1    | Sabah Homasi        | Nocaute (soco)            | UFC 220: Miocic vs. Ngannou              | 20/01/2018 | 1     | 3:47  | Boston, Massachusetts  | Performance da Noite.                          |
| Vitória | 8-1    | Sabah Homasi        | Nocaute Técnico (socos)   | UFC 218: Holloway vs. Aldo 2             | 02/12/2017 | 1     | 4:21  | Detroit, Michigan      |                                                |
| Derrota | 7-1    | Omari Akhmedov      | Decisão (dividida)        | UFC Fight Night: Gustafsson vs. Teixeira | 28/05/2017 | 3     | 5:00  | Estocolmo              |                                                |
| Vitória | 7-0    | Charlie Ward        | Nocaute (soco)            | UFC Fight Night: Mousasi vs. Hall 2      | 19/11/2016 | 1     | 0:53  | Belfast                | Estreia no UFC; Performance da Noite.          |
| Vitória | 6-0    | Jos Eichelberger    | Nocaute Técnico (socos)   | Legacy FC 61                             | 14/10/2016 | 1     | 0:57  | Dallas, Texas          | Retornou aos Meio Médios.                      |
| Vitória | 5-0    | Ken Jackson         | Nocaute Técnico (socos)   | Rage in the Cage 47: Night of Champions  | 13/08/2016 | 1     | 0:40  | Shawnee, Oklahoma      | Luta nos Médios.                               |
| Vitória | 4-0    | Bryce Shepard-Mejia | Nocaute (soco)            | Bellator 143                             | 25/09/2015 | 1     | 1:26  | Hidalgo, Texas         | Estreia no Bellator; Retornou aos Meio Médios. |
| Vitória | 3-0    | Matt McKeon         | Nocaute Técnico (socos)   | Rocks Xtreme MMA 12                      | 28/02/2015 | 1     | 0:47  | Harker Heights, Texas  | Estreia nos Médios.                            |
| Vitória | 2-0    | Matt Jones          | Nocaute (socos)           | Bellator 111                             | 07/03/2014 | 1     | 1:23  | Thackerville, Oklahoma |                                                |
| Vitória | 1-0    | Kolby Adams         | Nocaute Técnico (socos)   | Xtreme Knockout 20                       | 23/11/2013 | 1     | 0:25  | Arlington, Texas       | Estreia nos Meio-Médios.                       |